# لاسی لاپالاینن
لاسّی لاپّالاینِن (فنلاندی: Lassi Lappalainen؛ زادهٔ ۲۴ اوت ۱۹۹۸) بازیکن فوتبال اهل فنلاند است.
از باشگاه‌هایی که در آن بازی کرده‌است می‌توان به اشاره کرد.
وی همچنین در تیم‌های ملی فوتبال زیر ۲۱ سال فنلاند و فنلاند بازی کرده‌است.